# Charles Sykes

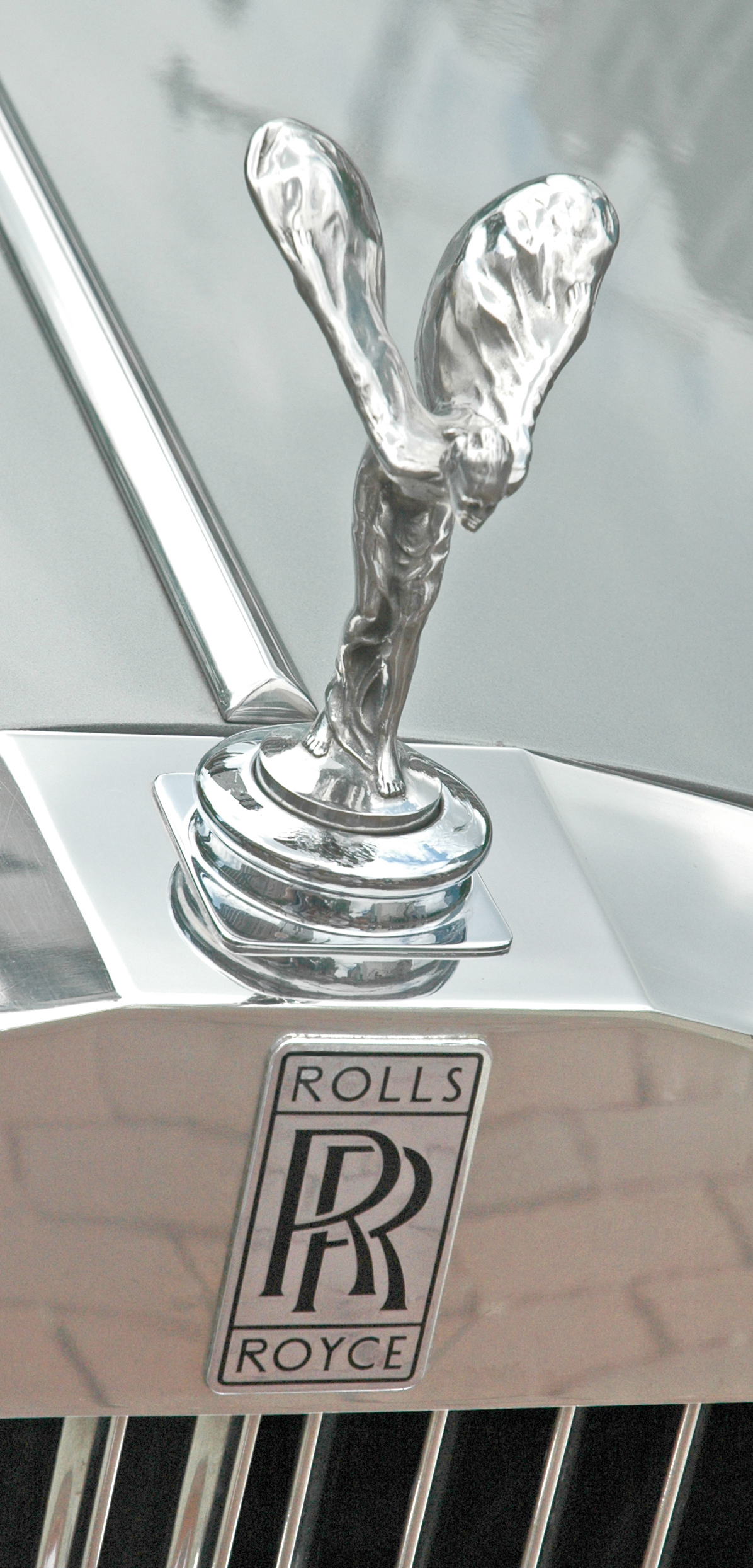
Kylarprydnaden Spirit of Ecstasy på en Rolls-Royce Silver Shadow från 1971. Nedanför syns Rolls-Royces vanliga varumärke med två R.

Charles Robinson Sykes, född 18 december 1875 Brotton (i dagens Redcar and Cleveland), död 6 juni 1950, var en engelsk skulptör. Hans mest kända verk är designen av Spirit of Ecstasy, som utgör kylarprydnad på personbilarna från bilmärket Rolls-Royce.